# Тополовград (община)
Тополовград (болг. Община Тополовград) — община в Болгарии. Входит в состав Хасковской области. Население составляет 14 595 человек (на 21.07.05 г.).

## Состав общины
В состав общины входят следующие населённые пункты:
1. Болгарска-Поляна
2. Владимирово
3. Доброселец
4. Каменна-Река
5. Капитан-Петко-Войвода
6. Княжево
7. Мрамор
8. Орешник
9. Орлов-Дол
10. Планиново
11. Присадец
12. Радовец
13. Сакарци
14. Светлина
15. Синапово
16. Срем
17. Тополовград
18. Устрем
19. Филипово
20. Хлябово
21. Чукарово